# なぎさ水族館
なぎさ水族館（なぎさすいぞくかん）は、山口県大島郡周防大島町にある水族館である。
敷地面積は約400平方メートル。

## 概要
陸奥記念館や陸奥キャンプ場と構成するなぎさパークの1施設で、1990年4月に開館。主に飼育員が地元で入手した魚や地元漁師が近海で捕獲し持ち込んだ魚を展示している。また、周防大島町沖合の「海域公園地区」に世界最大級の群生地があることで知られるニホンアワサンゴを常設展示しており、世界初の人工繁殖にも成功している。また、サメなどと触れ合うことができる。

## 展示内容

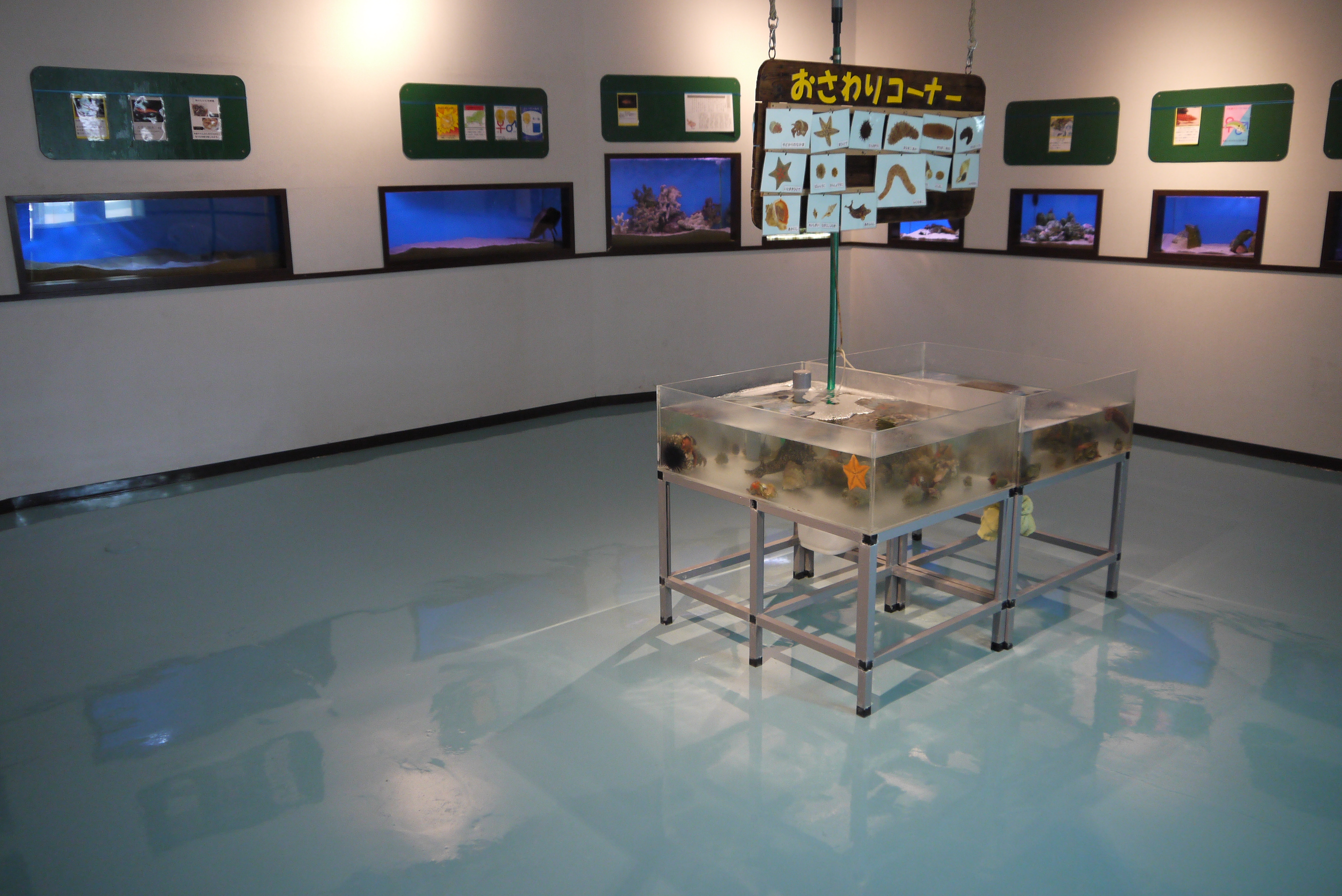
なぎさ水族館 おさわりコーナー

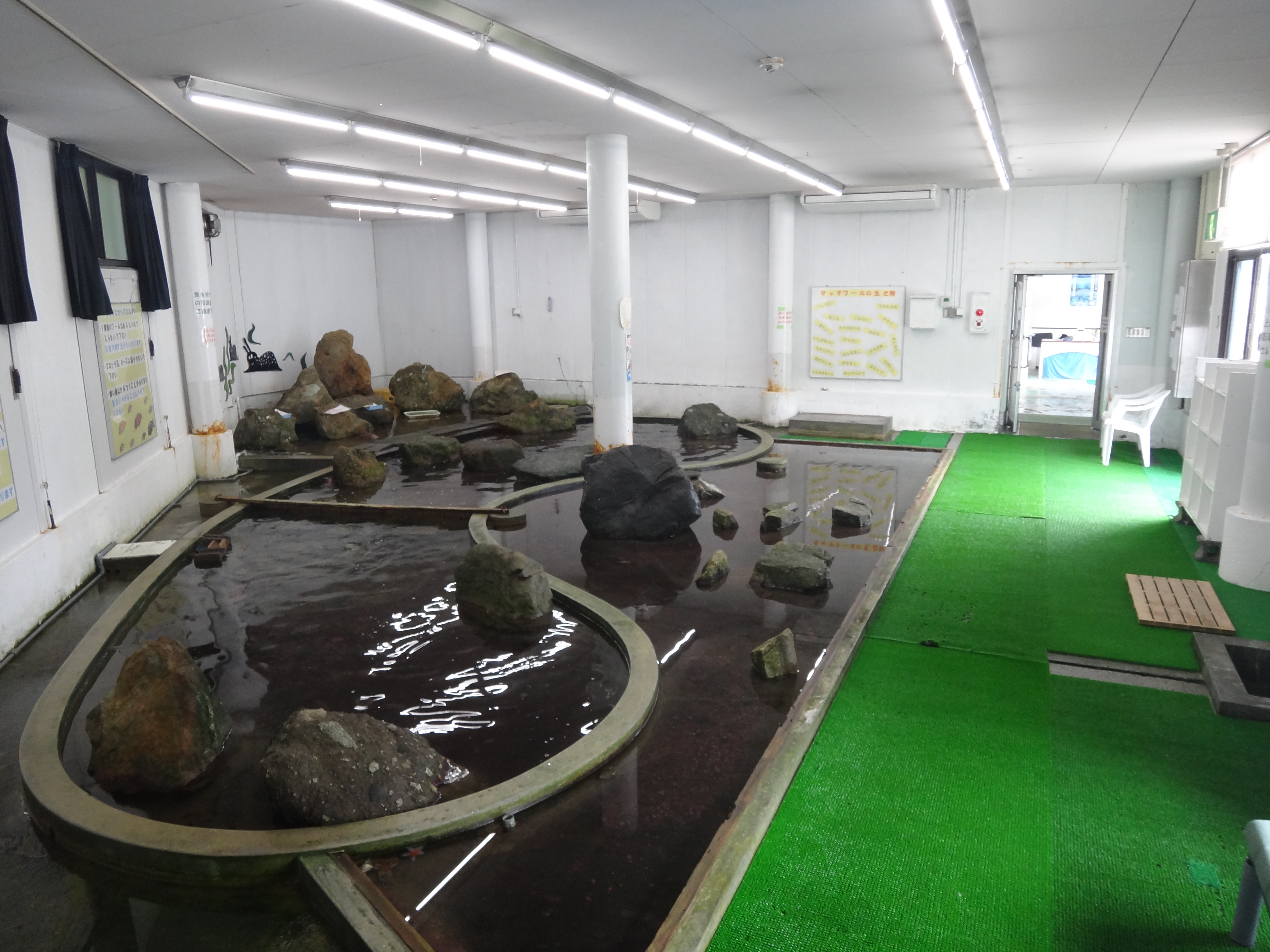
なぎさ水族館 タッチングプール

クラゲ、ニホンアワサンゴなどを展示している。
- おさわりコーナー[2]
- タッチングプール[5]

## 利用情報
- 開館時間 - 9:00-16:30[2]
- 休館日 - 年末年始（12/30～1/2）[2]

## 交通アクセス
- バス - 山陽本線柳井駅・大畠駅から防長交通バス「周防油宇」行きで「陸奥記念館前」下車。
- フェリー - 柳井港・松山港から周防大島 松山フェリーで伊保田港下船、徒歩10分。